# Гросботвар
Гросботвар (нем. Großbottwar) — город в Германии, в земле Баден-Вюртемберг.
Подчинён административному округу Штутгарт. Входит в состав района Людвигсбург. Население составляет 8171 человек (на 31 декабря 2010 года). Занимает площадь 25,51 км². Официальный код — 08 1 18 021.

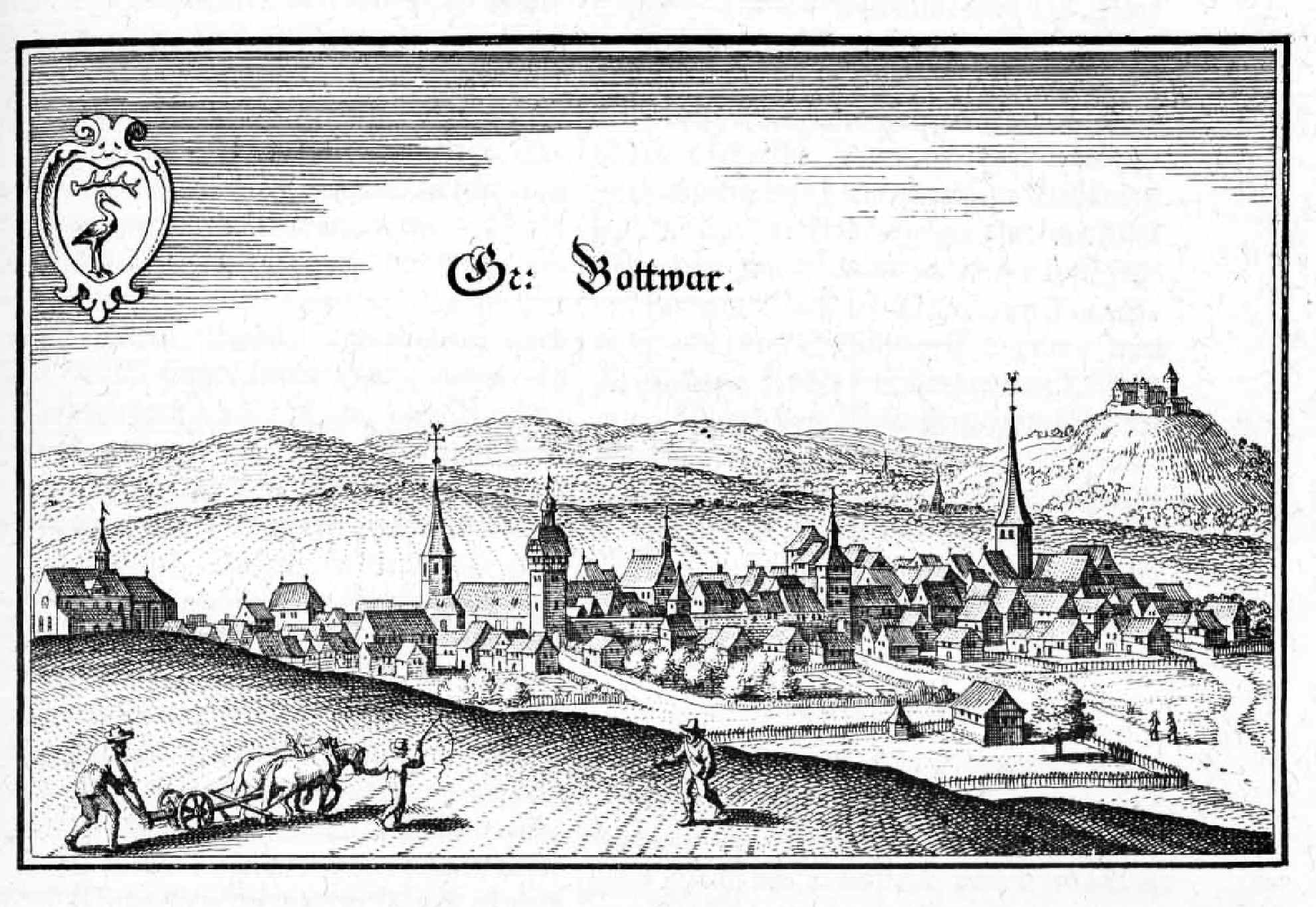
Гросботвар

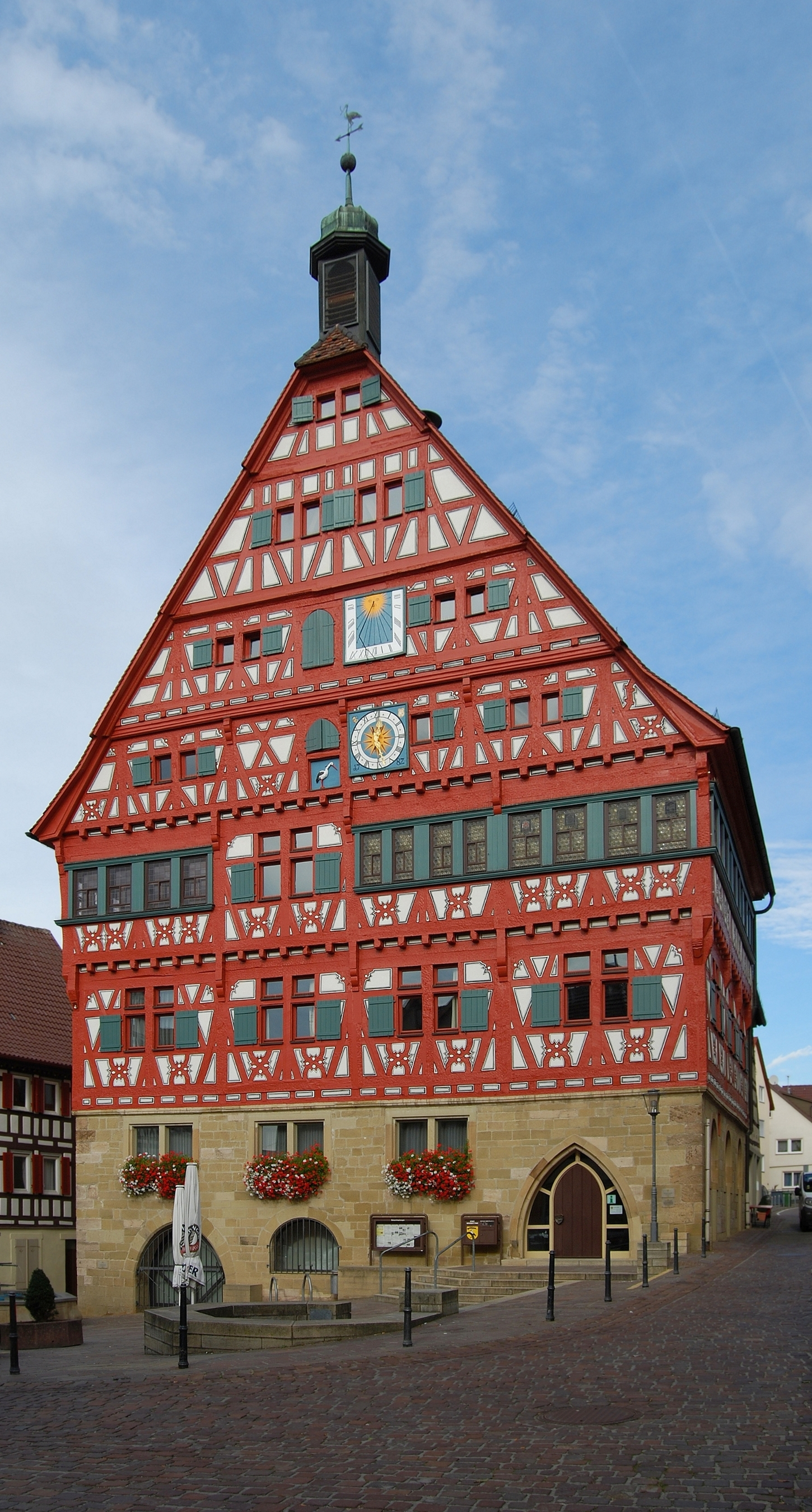
Ратуша в фахверковом стиле

## Известные жители
- Герман Блюме, композитор эпохи национал-социализма